# Stipa stillmanii
Stipa stillmanii är en gräsart som beskrevs av Henry Nicholas Bolander. Stipa stillmanii ingår i släktet fjädergrässläktet, och familjen gräs. Inga underarter finns listade i Catalogue of Life.